# جیلی یوانجینگ ایکس۶
جیلی یوانجینگ ایکس۶ یک کراس‌اوور کامپکت است که توسط خودروساز چینی جیلی تولید شده‌است. این کراس اوور که در ابتدا با نام گلیگل جی‌ایکس۷ تحت برند گلیگل، نام شانگهای انگلون اس‌ایکس۷ تحت نام تجاری شانگهای انگلون و نام امگرند ایکس۷ تحت نام تجاری امگرند جیلی عرضه شد؛ پس از توقف تولید برند گلیگل با نام جیلی جی‌ایکس۷ مجدداً عرضه شد و در سال ۲۰۱۶، یک فیس‌لیفت بزرگ نام خودرو را به ویژن ایکس۶ یا یوانجینگ ایکس۶ به عنوان پرچمدار سری کراس‌اوورهای جیلی ویژن تغییر داد.

## جیلی گلیگل جی‌ایکس۷/جیلی جی‌ایکس۷/امگرند ایکس۷
در سال ۲۰۱۲ جیلی گلیگل جی‌ایکس۷ عرضه شد و در ۳ مارس ۲۰۱۴ به‌طور رسمی به بازار معرفی شد. هنگامی که زیر برند جی‌ال‌ایگل در سال ۲۰۱۵ تعطیل شد، نام آن به جیلی جی‌ایکس۷ تغییر یافت.

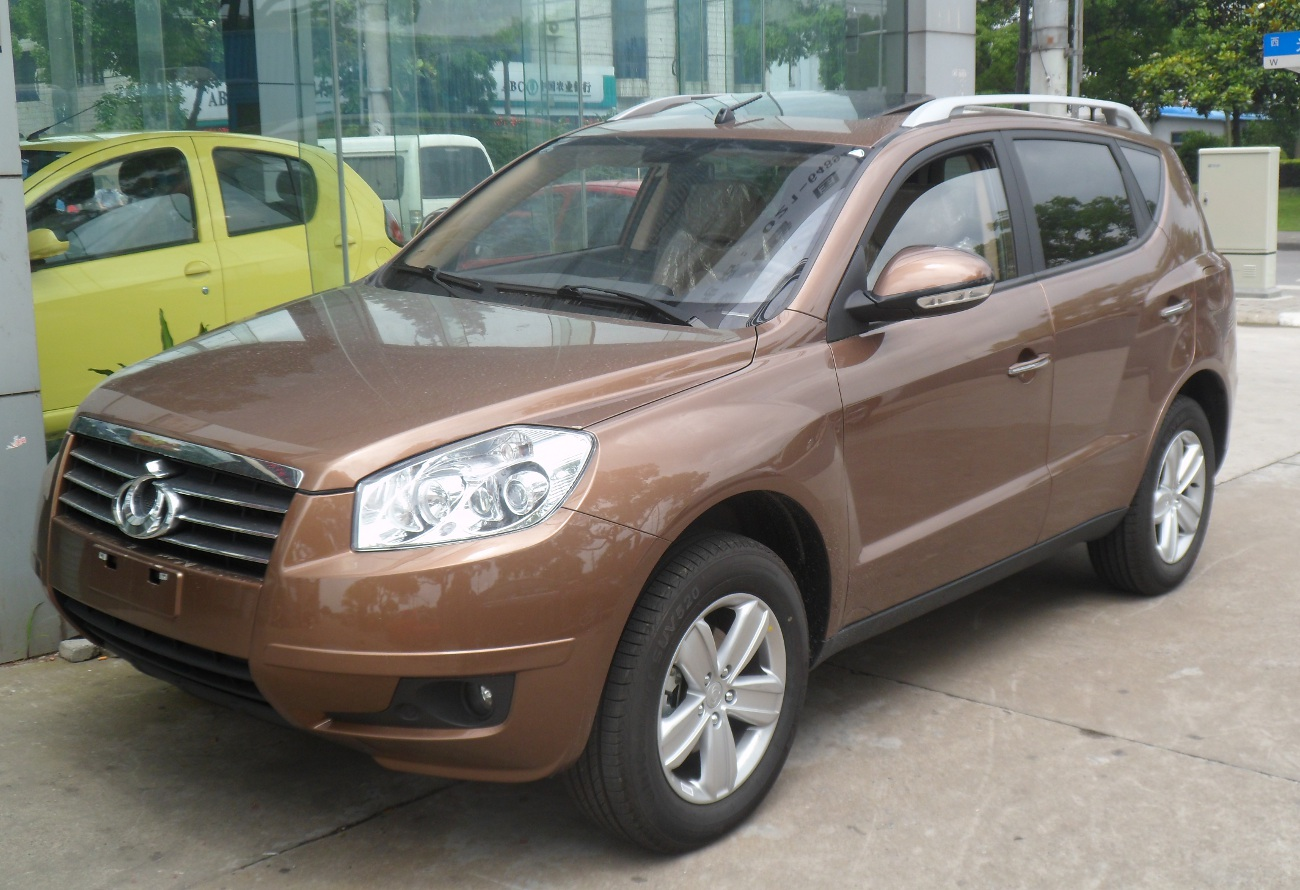
گلیگل جی‌ایکس۷ پیش از فیس‌لیفت
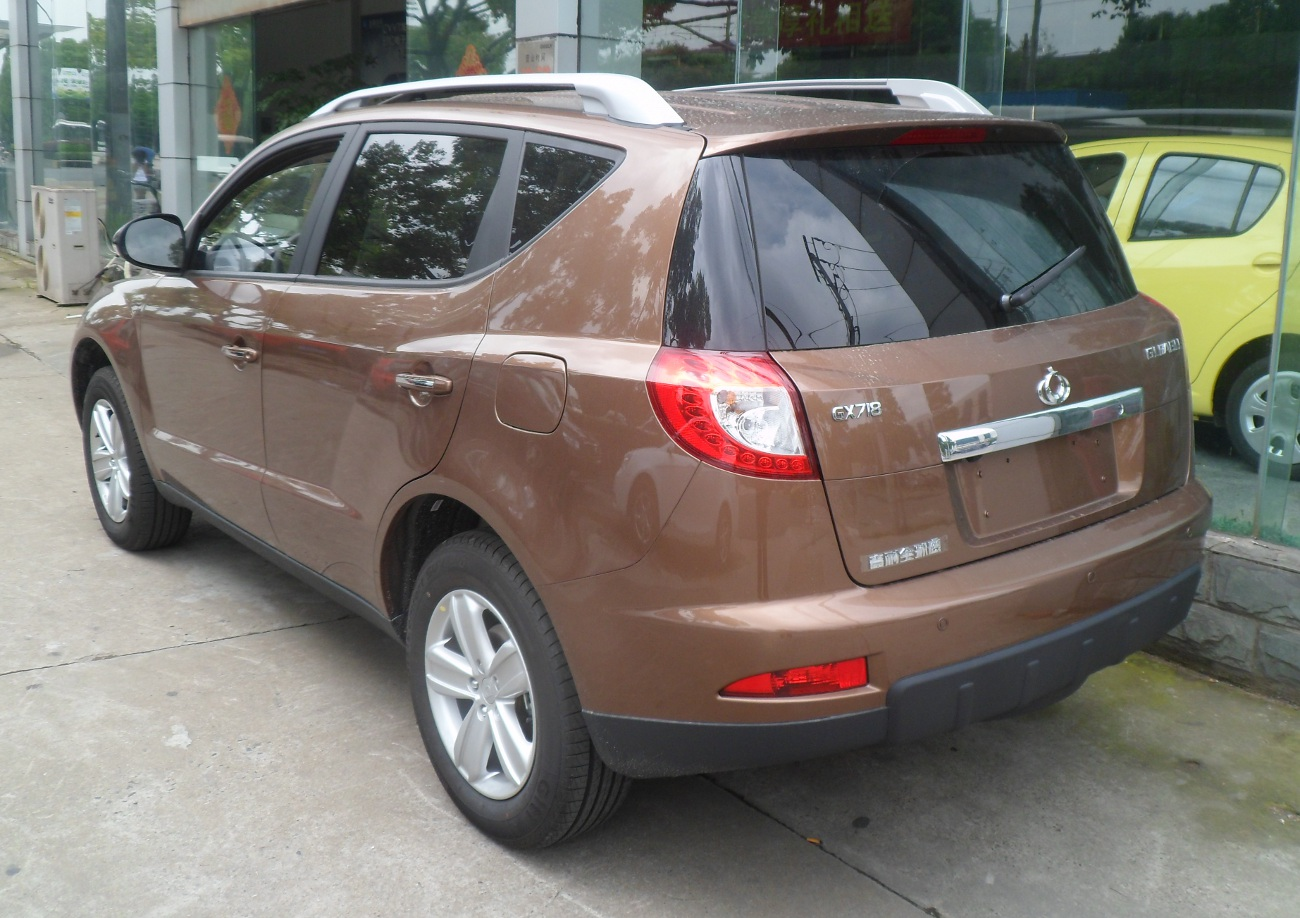
گلیگل جی‌ایکس۷ پیش از فیس‌لیفت
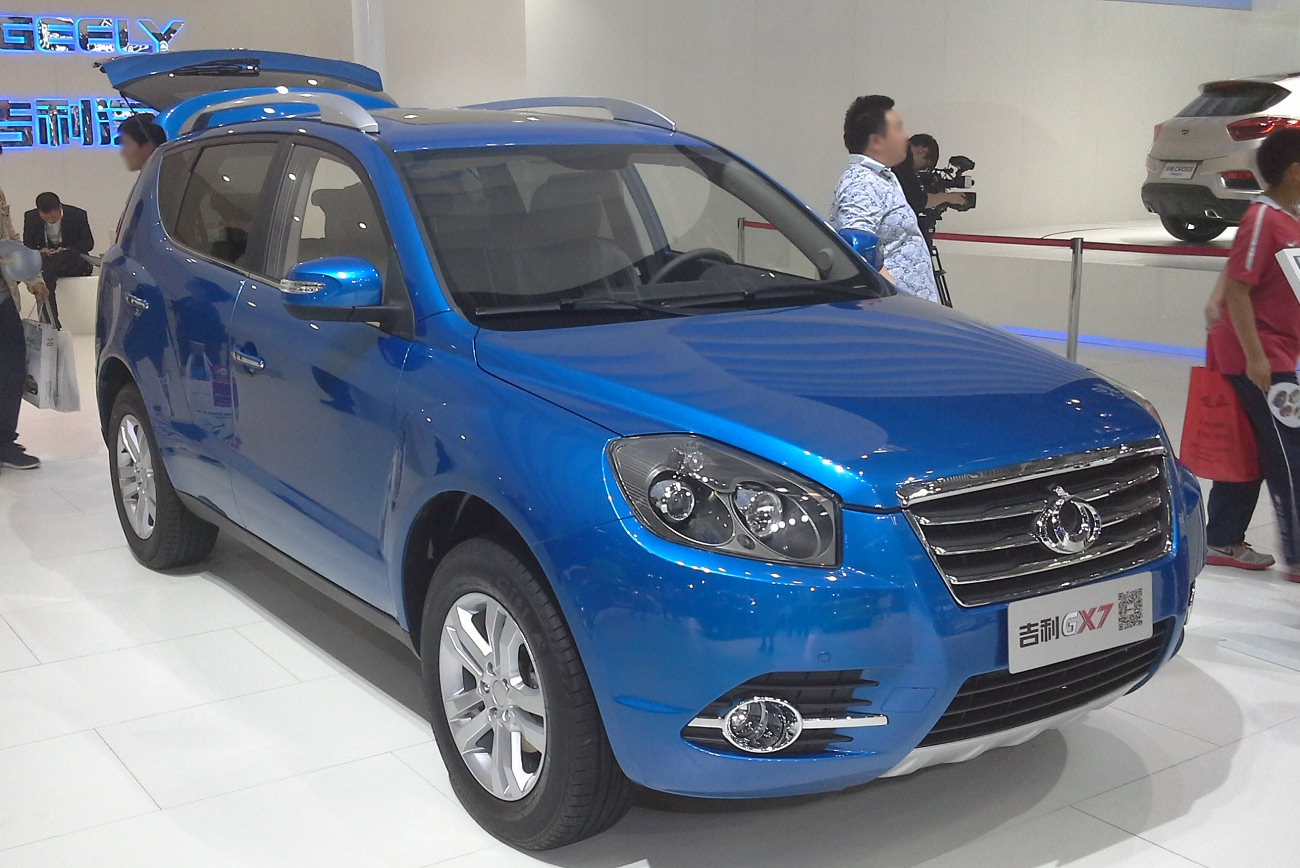
گلیگل جی‌ایکس۷ فیس‌لیفت
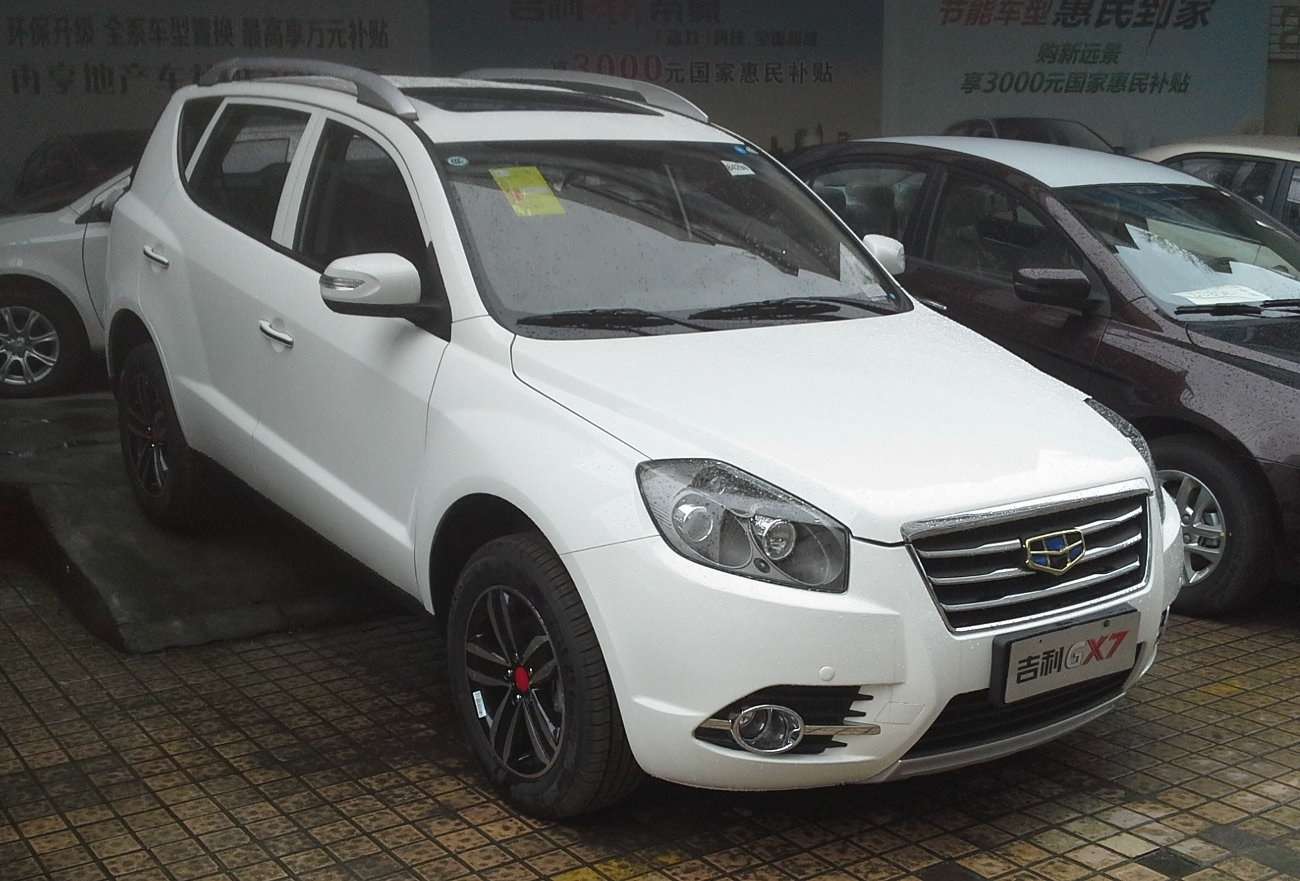
جیلی جی‌ایکس۷
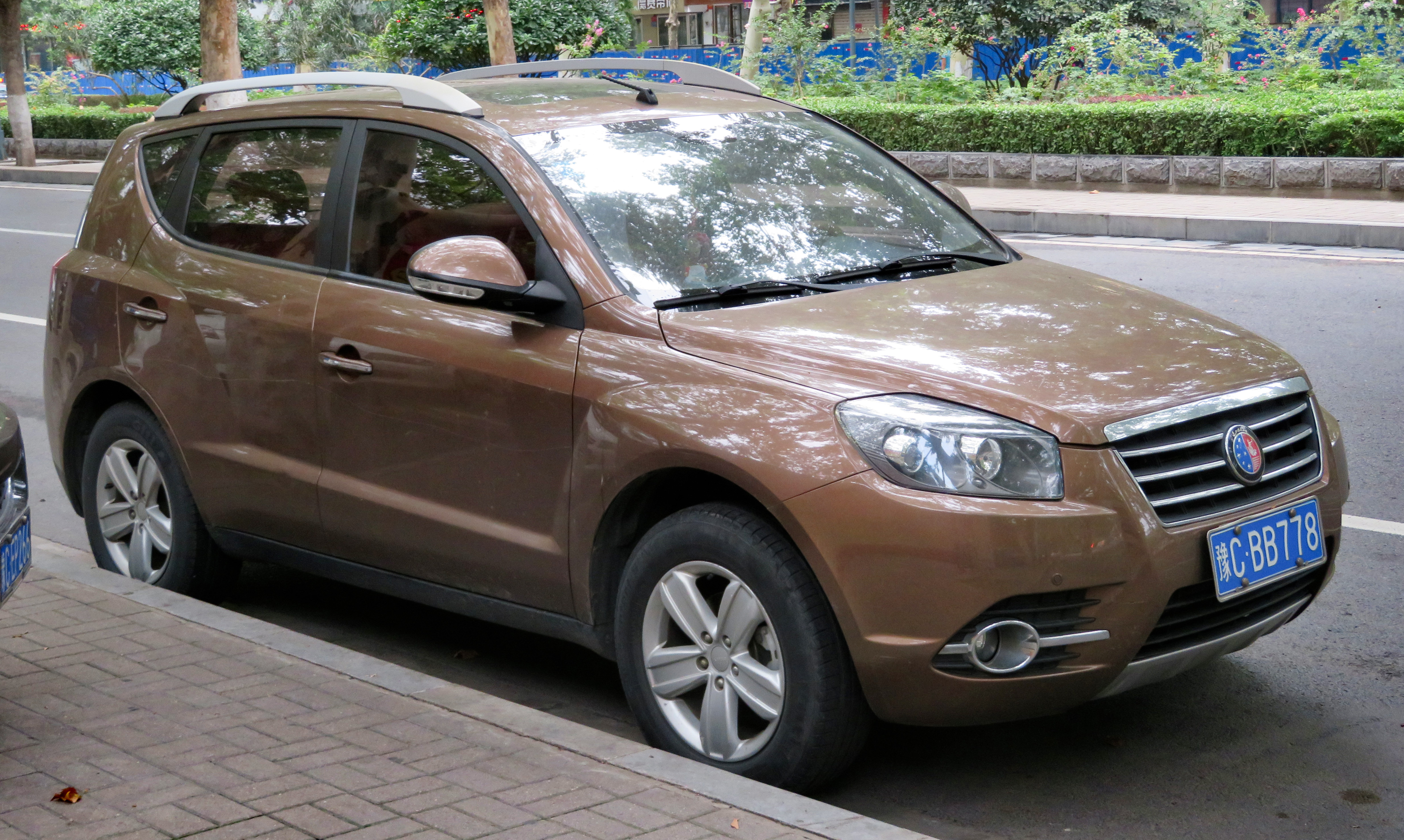
شانگهای انگلون اس‌ایکس۷

### ویژگی‌های فنی
موتورهای ارائه شده برای جیلی گلیگل جی‌ایکس۷ و جیلی جی‌ایکس۷ شامل یک موتور ۱٫۸ لیتری چهارسیلندر خطی با توان ۱۳۳ اسب بخار، یک موتور ۱٫۸ لیتری چهارسیلندر خطی با توان ۱۳۹ اسب بخار و یک موتور ۲٫۰ لیتری چهارسیلندر خطی با توان ۱۴۱ اسب بخار است که با جعبه‌دنده اتوماتیک ۶ سرعته جفت شده‌است.

## جیلی یوانجینگ ایکس۶/جیلی یوانجینگ اس‌یووی
در سال ۲۰۱۶، جیلی یک فیس‌لیفت بزرگ روی این مدل انجام داد و نام آن را به ویژن ایکس۶ یا یوانجینگ ایکس۶ تغییر داد. فیس‌لیفت نمای جلو و عمدتاً جلوپنجره‌های شاسی‌بلند یوانجینگ را به‌روزرسانی کرد تا با بقیه محصولات جیلی هماهنگ باشد، در حالی که این تغییر نام اکنون این مدل را به عنوان بخشی از سری محصولات یوانجینگ قرار می‌دهد. یوانجینگ ایکس۶/اس‌یووی اکنون بالاتر از کراس‌اوورهای یوانجینگ ایکس۳ و یوانجینگ ایکس۱ و گران‌ترین عضو این خانواده است.

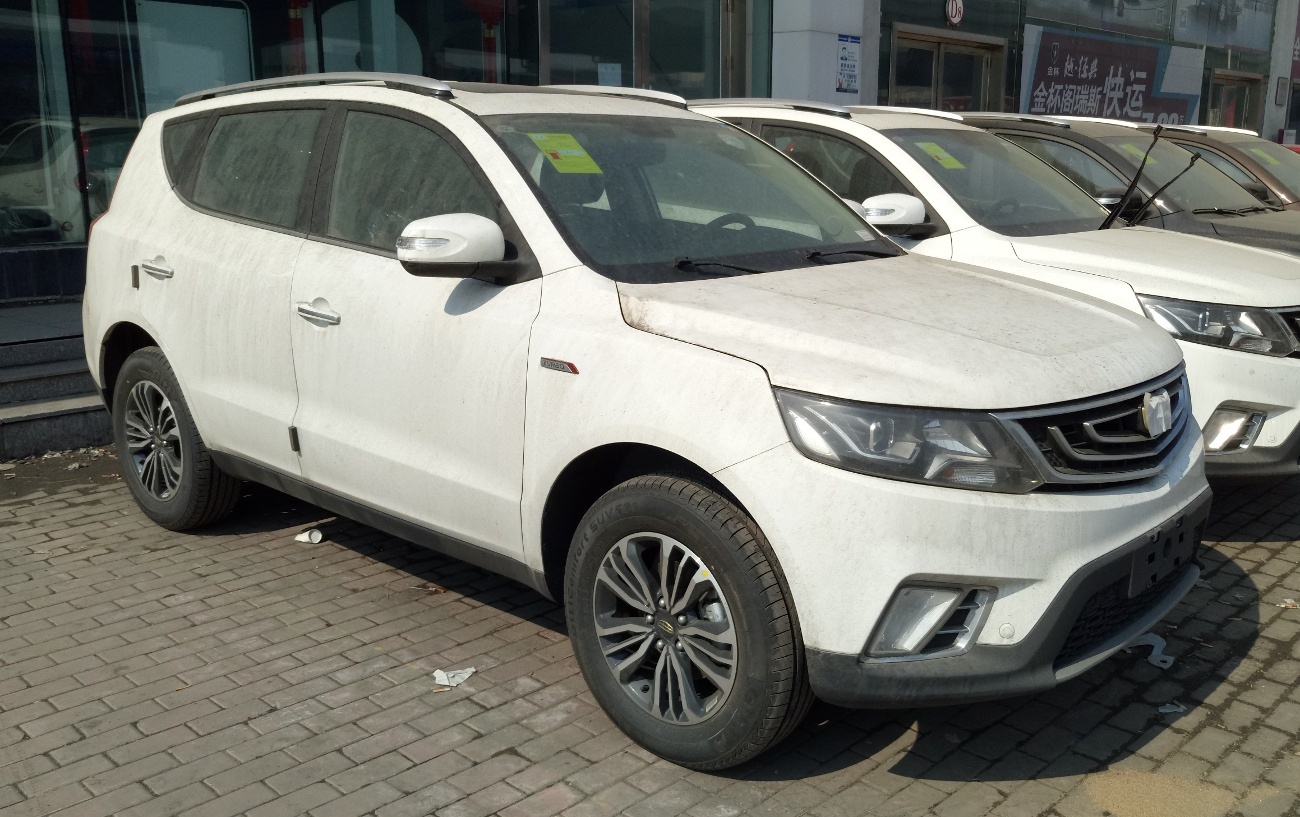
جیلی یوانجینگ ایکس۶
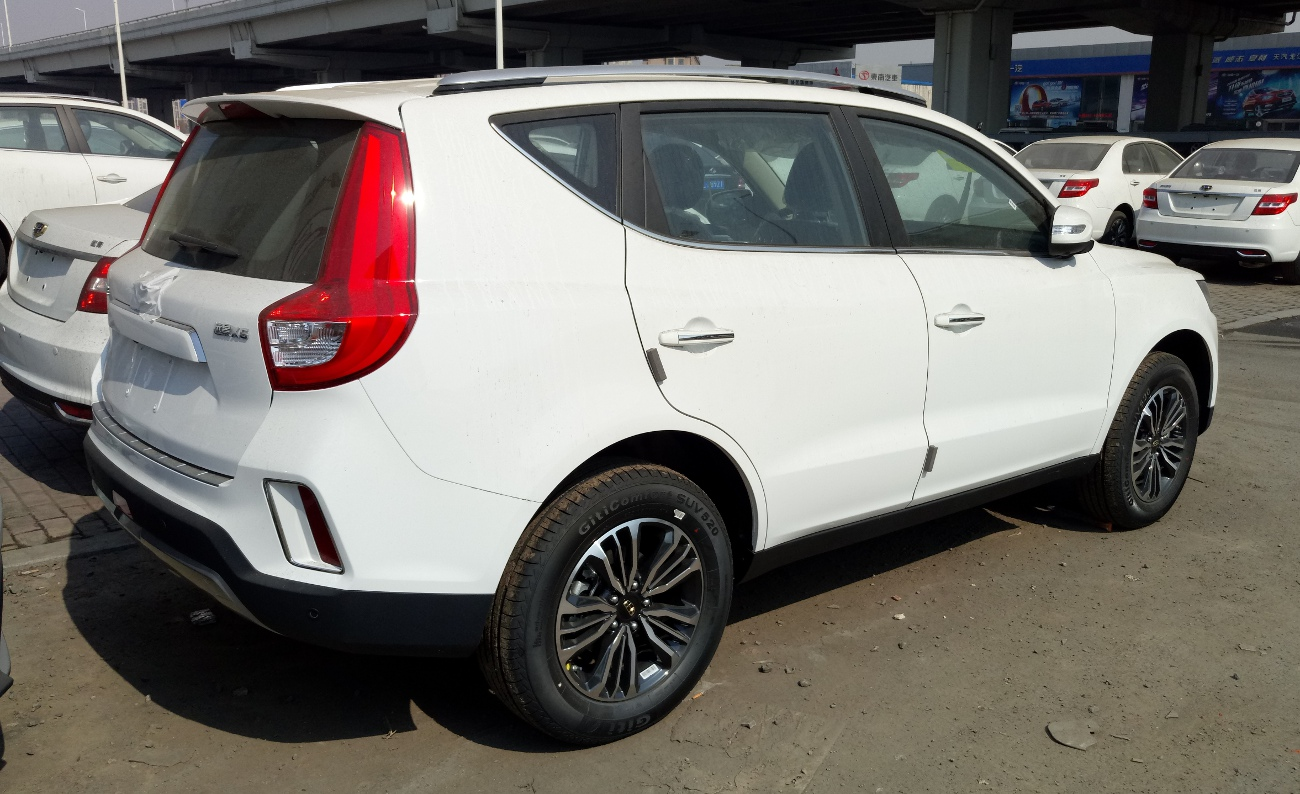
جیلی یوانجینگ ایکس۶

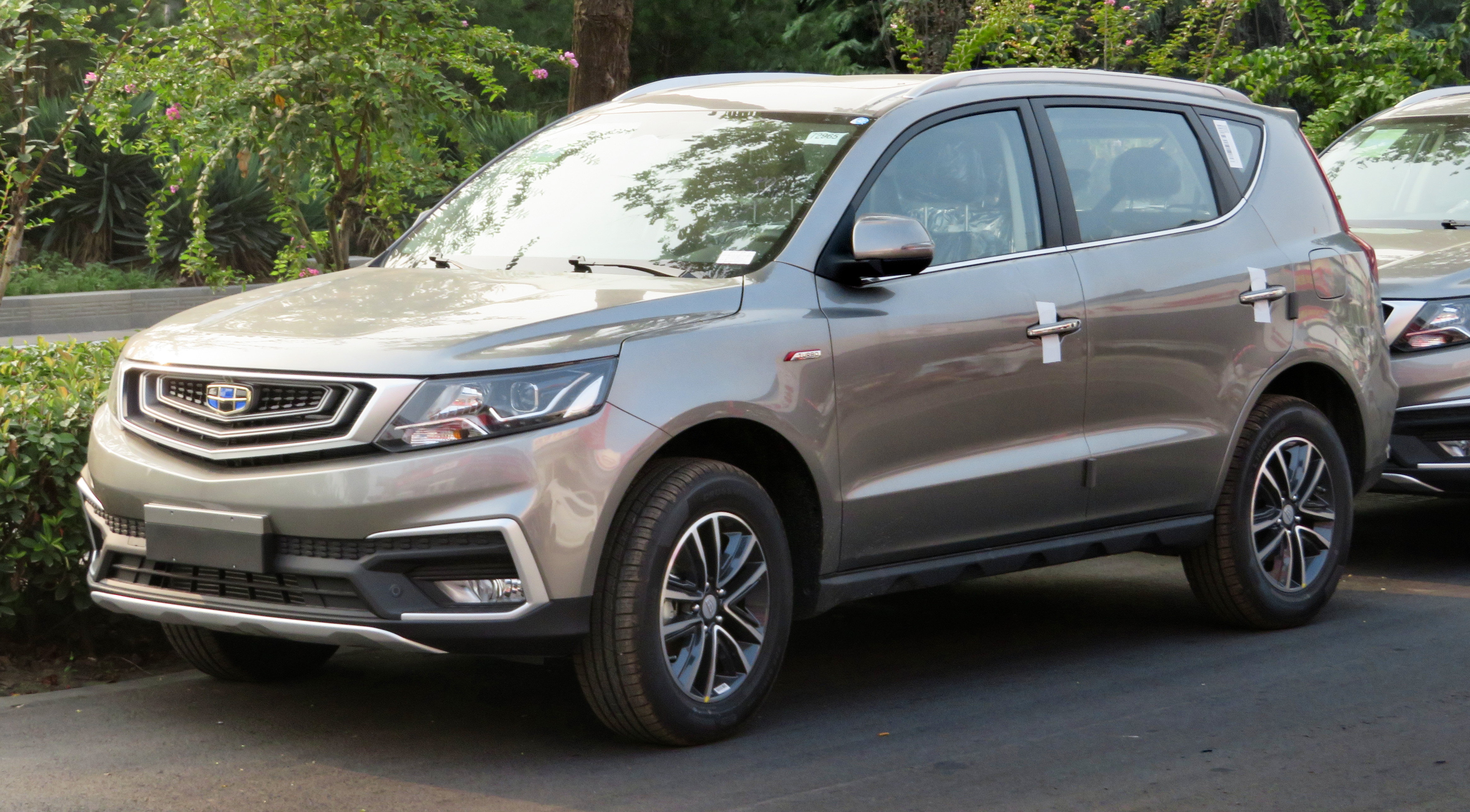
جیلی یوانجینگ ایکس۶ فیس‌لیفت
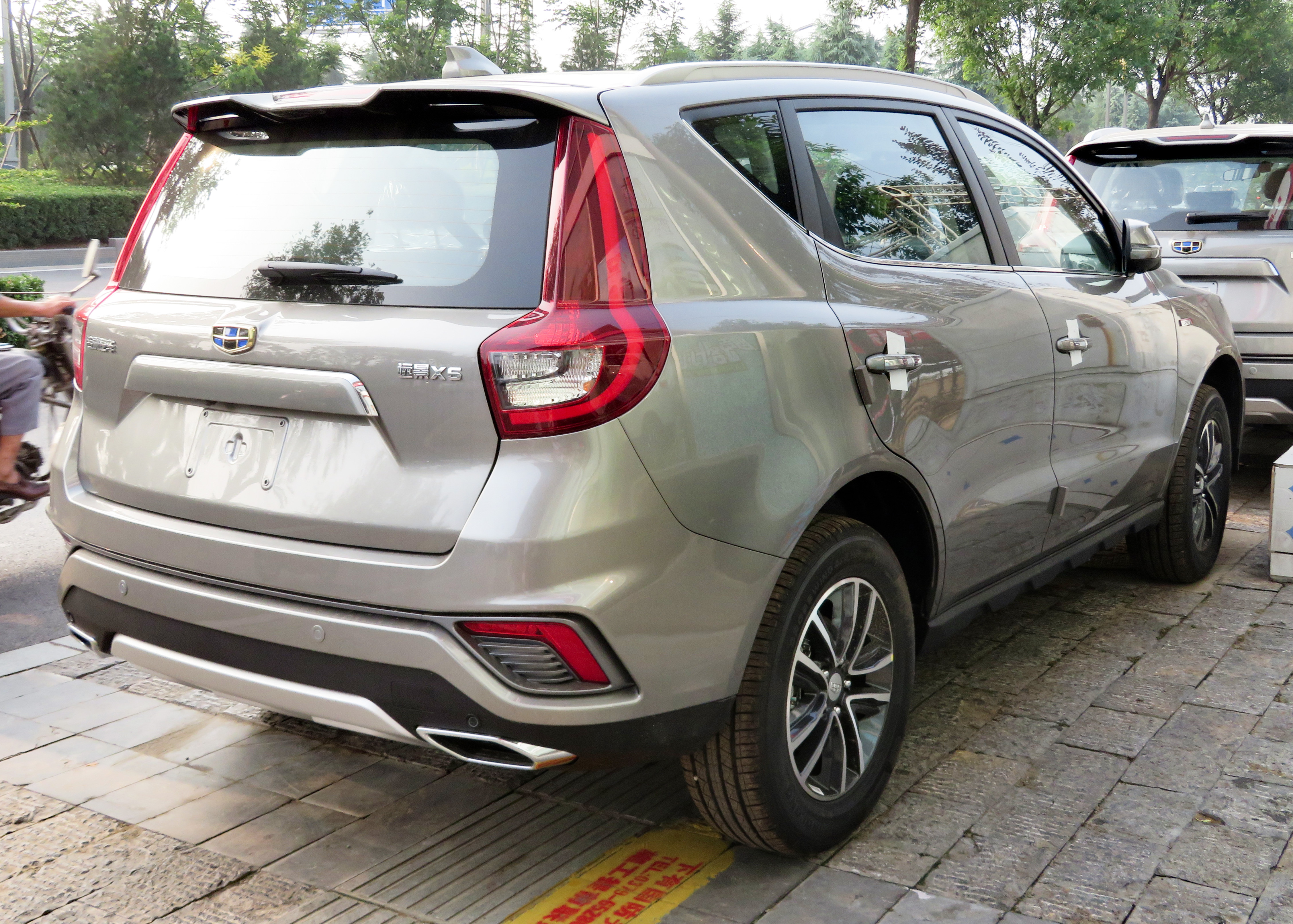
جیلی یوانجینگ ایکس۶ فیس‌لیفت

### ویژگی‌های فنی
موتورهای ارائه شده در جیلی یوانجینگ ایکس۶ یک موتور ۱٫۳ لیتری توربو چهارسیلندر خطی با توان ۱۳۳ اسب بخار با گیربکس سی‌وی‌تی و موتور ۱٫۸ لیتری چهارسیلندر خطی با توان ۱۳۹ اسب بخار از مدل پیش از فیس‌لیفت است که با یک جعبه‌دنده ۵ سرعته دستی جفت شده‌است.

### فیس‌لیفت ۲۰۲۰
در اکتبر ۲۰۱۹، تصاویری از فیس‌لیفت جیلی یوانجینگ ایکس۶ با نمای جلویی کمی تغییرشکل یافته، عقب کاملاً بازطراحی شده و نشان‌های مشکی جیلی فاش شد. مدل به‌روز شده دارای طول ۴۵۴۶ میلی‌متر، عرض ۱۸۳۴ میلی‌متر، ارتفاع ۱۵۱۵ میلی‌متر و فاصله بین دو محور ۲۶۶۱ میلی‌متر است. قدرت این مدل از یک موتور ۱٫۴ لیتری توربو با حداکثر قدرت ۱۴۱ اسب بخار و گشتاور ۲۳۵ نیوتن متر تأمین می‌شود.

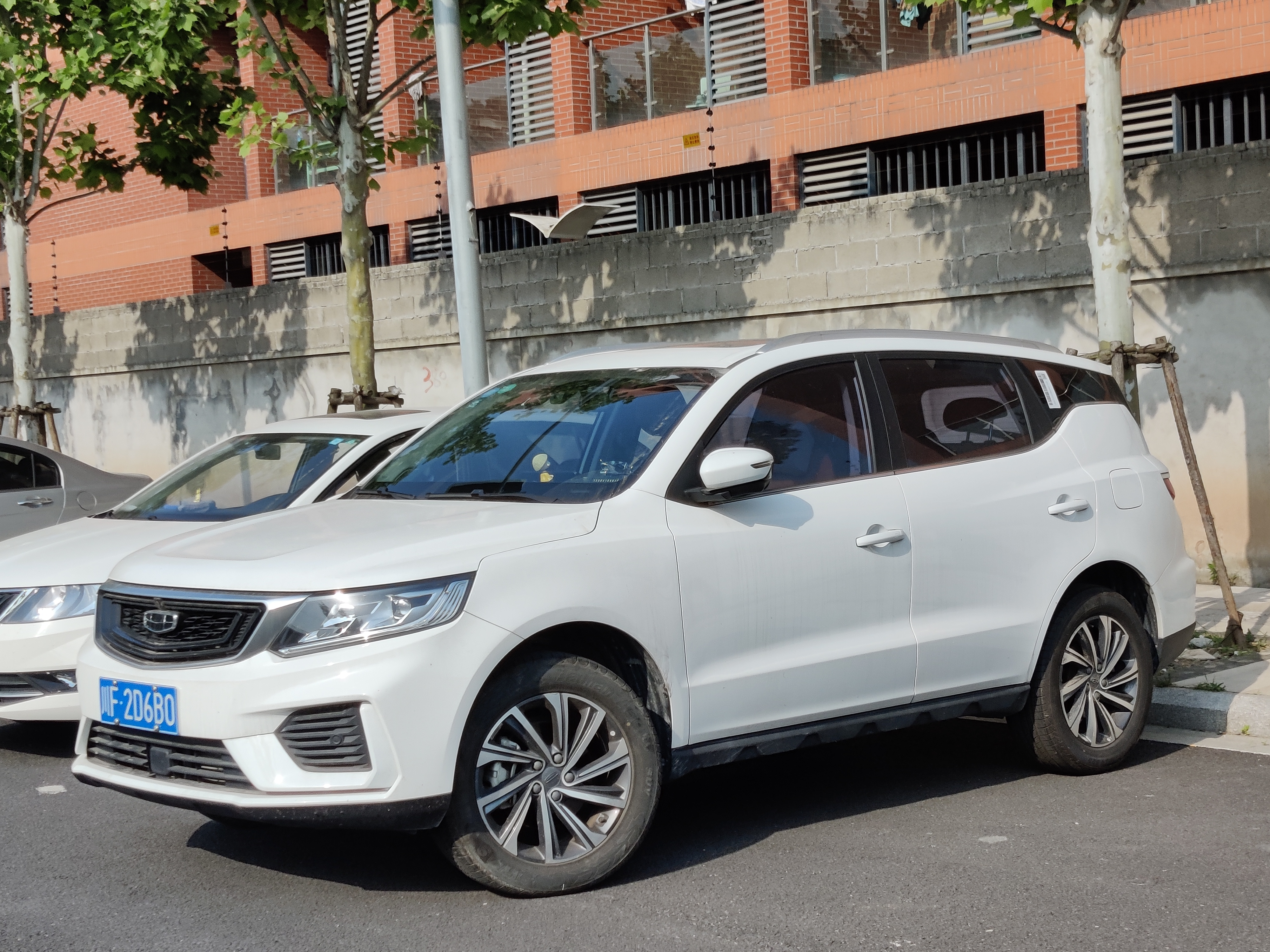
جیلی یوانجینگ ایکس۶ فیس‌لیفت ۲۰۲۰
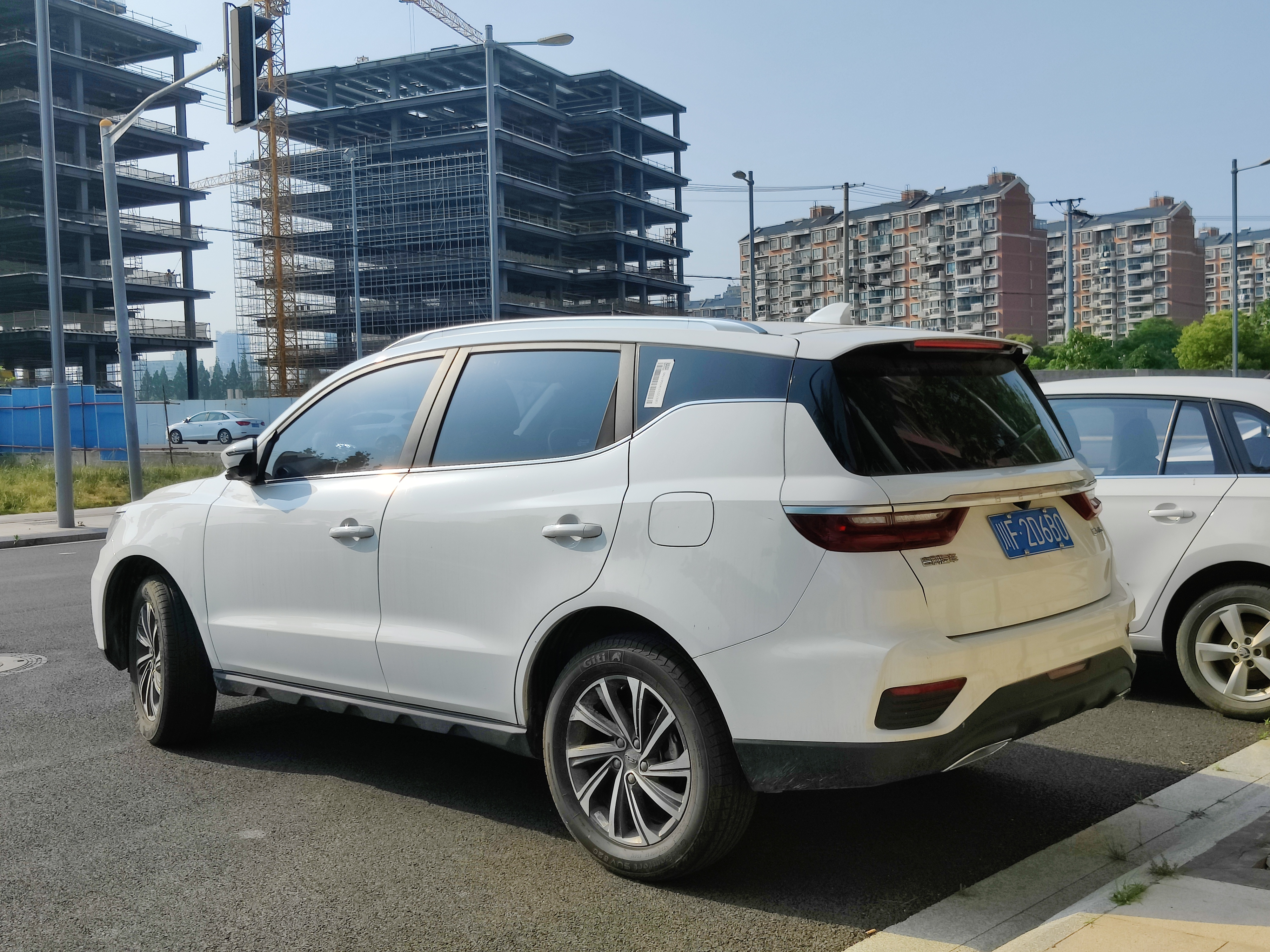
جیلی یوانجینگ ایکس۶ فیس‌لیفت ۲۰۲۰

### جیلی یوانجینگ ایکس۶ پرو

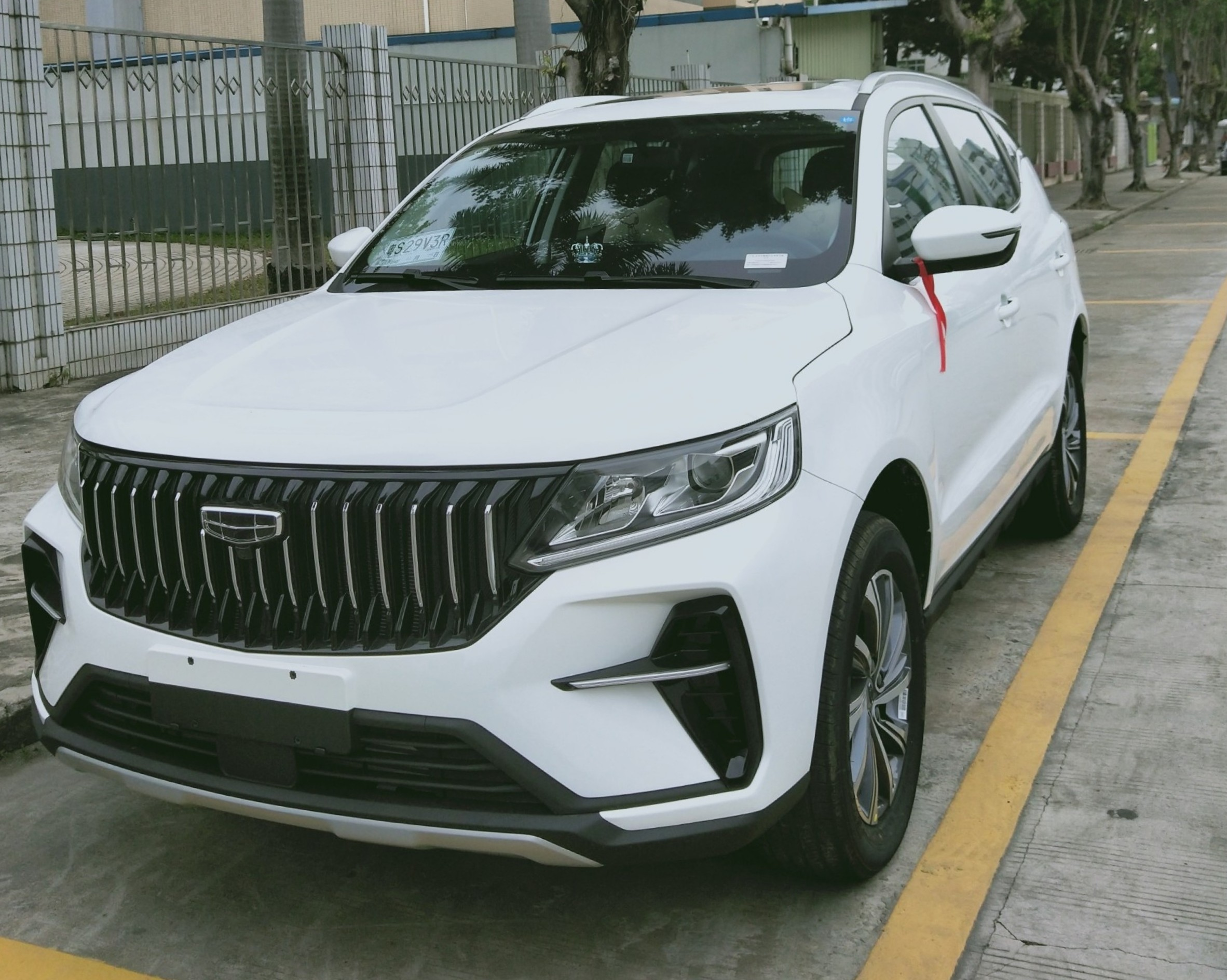
جیلی یوانجینگ ایکس۶ پرو
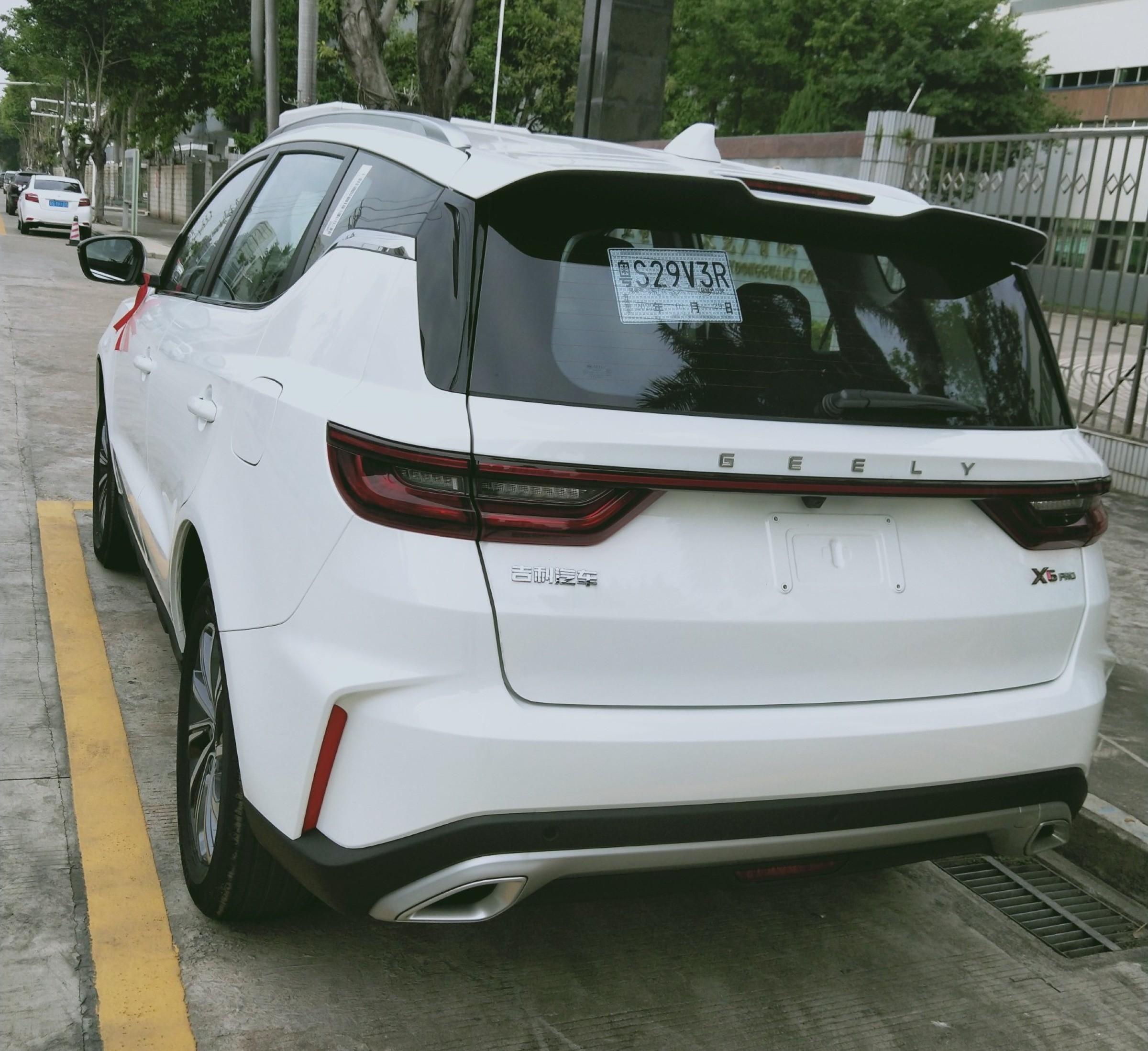
جیلی یوانجینگ ایکس۶ پرو